# Сент-Илер, Пьер Антуан
«Барон» Пьер Антуан Сент-Илер (фр. Saint-Hilaire) — европейский авантюрист, генерал-лейтенант армии Петра I и первый директор Морской академии в Санкт-Петербурге (1715—17).
Не путать с французским военачальником генерал-лейтенантом Арман де Сент-Илер (Armand de Mormès de Saint-Hilaire).

## Биография
Родился в Тулоне в мещанской семье Аллер (Allaire), был негоциантом в Байонне, попался на мошенничестве со страховкой и бежал в Испанию (при этом поменял фамилию на Hallere). В годы войны за испанское наследство в 1710—11 годах выступил в качестве посредника на переговорах о сепаратном мире между Испанией и Португалией, вызвал неудовольствие сторон и бежал в Лондон, там вскоре был арестован и выслан в Гаагу.
В 1712 году появился в Вене, при этом уже именовался бароном Сент-Илером, был принят на императорскую службу. 18 ноября 1712 года император Карл VI выдал Сент-Илеру патент на звание «Capitan de Маr у Guerra» в Неаполе, однако тот не отметил себя никакими практическими действиями, неоднократно был арестован за различные авантюры, бежал и в 1714 году прибыл в Берлин.
В начале 1715 года прибыл в Санкт-Петербург на службу русскому царю Петру I в чине генерал-майора и шаутбенахта. Предложил русскому царю множество проектов, из которых успешным стала организация Морской академии, куда он был назначен первым директором (именован при этом генерал-лейтенантом). В основу устава школы был положен переведенный им французский морской устав. Вскоре вступил в конфликт с графом А. А. Матвеевым, который в феврале 1717 сменил Сент-Илера на посту директора академии.
Покинув Россию, Сент-Илер предлагал свои услуги различным европейским дворам, в 1720 году обнаруживается в Стокгольме, где пытается обратить на себя внимание шведского короля проектом нападения на Кронштадт и Санкт-Петербург.